# Bagé
Bagé is een plaats en gemeente in de Braziliaanse deelstaat Rio Grande do Sul. De plaats is gesticht door Portugese immigranten. De gemeente heeft een oppervlakte van ca. 4000 km² en ruim 125.000 inwoners.
Vanwege zijn ligging in de buurt van de Uruguayaanse grens was Bagé lange tijd een belangrijke militaire basis. In 1825 en 1827 werd de stad bezet door Uruguayanen.

## Aangrenzende gemeenten
De gemeente grenst aan Aceguá, Caçapava do Sul, Candiota, Dom Pedrito, Hulha Negra, Lavras do Sul en Pinheiro Machado.

### Landsgrens
En met als landsgrens aan de gemeente Aceguá in het departement Cerro Largo en aan het departement Rivera met het buurland Uruguay.

## Verkeer en vervoer
De plaats ligt aan de wegen BR-153, BR-293 en BR-473.
Ten zuiden van de plaats ligt de Internationale luchthaven Bagé.

## Geboren
- Emílio Garrastazu Médici (1905-1985), president van Brazilië (1969-1974)
- Martim Silveira (1911-1972), voetballer
- Raul Donazar Calvet (1934-2008), voetballer
- Saul Santos Silva, "Saulzinho" (1937), voetballer
- Jader Moreci Teixeira (1938-2010), muzikant, zanger en componist van "música nativista gaúcho"
- José Ernâni da Rosa, "Tupãzinho" (1939-1986), voetballer
- Cláudio Ibrahim Vaz Leal, "Branco" (1964), voetballer

## Galerij

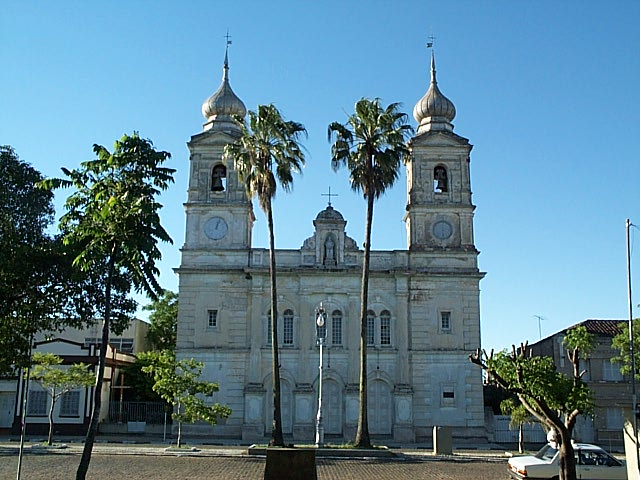
Kathedraal São Sebastião in Bagé